# Landtagswahl in Vorarlberg 1949
- SPÖ: 4
- ÖVP: 16
- VDU: 6

Die Landtagswahl in Vorarlberg 1949 fand am 9. Oktober 1949 statt. Nachdem bei der Landtagswahl 1945 noch 15.156 Personen auf Grund ihrer Vergangenheit im nationalsozialistischen System vom Wahlrecht ausgeschlossen waren, waren diese Beschränkungen großteils gefallen. Zudem trat mit der Wahlpartei der Unabhängigen (WdU) eine neue Partei an, die als Wahlgewinner aus der Wahl hervorging. Die Österreichische Volkspartei (ÖVP) verlor durch das Antreten der WdU ihre Zweidrittelmehrheit sowie 13,8 Prozentpunkte und drei Mandate. Mit einem Stimmenanteil von 56,4 % stellte sie nun 16 von 26 Landtagsabgeordneten, womit sie jedoch eine deutliche absolute Mehrheit halten konnte. Auch die Sozialistische Partei Österreichs (SPÖ) büßte 8,2 Prozentpunkte sowie 3 Mandate ein. Mit einem Stimmenanteil von 19,1 % erreichte sie vier Mandate und wurde dadurch von der WdU überholt, die bei ihrem erstmaligen Antreten 22,1 % und sechs Mandate erzielte. Die Kommunistische Partei Österreichs (KPÖ) blieb mit 2,4 % praktisch unverändert und scheiterte wie bereits 1945 am Einzug in den Landtag.
Der Landtag der XVII. Gesetzgebungsperiode konstituierte sich in der Folge am 25. Oktober 1949 und wählte am 14. November 1949 die Landesregierung Ilg II zur neuen Vorarlberger Landesregierung.

## Gesamtergebnis
|                                         | Ergebnisse 1949 | Ergebnisse 1949 | Ergebnisse 1949 | Ergebnisse 1945  | Ergebnisse 1945  | Ergebnisse 1945  | Differenzen | Differenzen | Differenzen |  |
| --------------------------------------- | --------------- | --------------- | --------------- | ---------------- | ---------------- | ---------------- | ----------- | ----------- | ----------- |  |
| Wahlberechtigte                         | 108.537         | 108.537         | 108.537         | 77.824           | 77.824           | 77.824           | + 30.713    | + 30.713    | + 30.713    |  |
| Wahlbeteiligung                         | 96,40 %         | 96,40 %         | 96,40 %         | 91,84 %          | 91,84 %          | 91,84 %          | + 4,56 %    | + 4,56 %    | + 4,56 %    |  |
|                                         | Stimmen         | %               | Mand.           | Stimmen          | %                | Mand.            | Stimmen     | %           | Mand.       |  |
| Abgegebene Stimmen                      | 104.635         |                 |                 | 71.476           |                  |                  | + 33.159    |             |             |  |
| Ungültig                                | 3.679           | 3,52 %          |                 | 1.874            | 2,62 %           |                  | + 1.805     | + 0,15 %    |             |  |
| Gültig                                  | 100.956         | 96,48 %         |                 | 69.602           | 97,38 %          |                  | + 31.354    | - 0,15 %    |             |  |
| Partei                                  |                 |                 |                 |                  |                  |                  |             |             |             |  |
| Österreichische Volkspartei (ÖVP)       | 56.960          | 56,42 %         | 16              | 48.876           | 70,22 %          | 19               | + 8.084     | - 13,80 %   | - 3         |  |
| Sozialistische Partei Österreichs (SPÖ) | 19.293          | 19,11 %         | 4               | 19.016           | 27,32 %          | 7                | + 277       | - 8,21 %    | - 3         |  |
| Wahlpartei der Unabhängigen (WdU)       | 22.271          | 22,06 %         | 6               | nicht kandidiert | nicht kandidiert | nicht kandidiert | + 22.271    | + 22,06 %   | + 6         |  |
| Kommunistische Partei Österreichs (KPÖ) | 2.432           | 2,41 %          | 0               | 1.710            | 2,46 %           | 0                | + 722       | - 0,05 %    | ± 0         |  |
| Gesamt                                  | 100.956         | 100,00 %        | 26              | 69.602           | 100,00 %         | 26               | + 31.354    |             |             |  |